# 横瀬貞径
横瀬 貞径（よこせ さだみち）は、江戸時代中期から後期にかけての高家旗本。高家横瀬家（表高家）5代当主。

## 略歴
横瀬貞臣の次男として誕生。
兄・貞樹が早世したため、寛政12年（1800年）閏12月23日に父・貞臣が死去すると家督を相続する。生涯、表高家衆に列し、高家職に就くことはなかった。
文化6年（1809年）7月22日、隠居し、養子・貞征（松平忠福の四男）に家督を譲った。